# الدين في جمهورية أيرلندا
المسيحية هي الديانة السائدة في جمهورية ايرلندا، تشكل الكاثوليكية نسبة %79.5، وتشكل البروتستانتية %1.4، وطوائف مسيحية الأخرى %4.9، الديانة الثانية هي الاسلام وتشكل نسبة %1.2، بينما تشكل لادينية %12.2.
تعد ايرلندا من أكثر دول الأوروبية تدين وايمانًا، في استطلاع يوروباروميتر مسح عن نسب الإيمان وكانت نتائج كـتالي: %90 نؤمن بوجود الله أو روح أو قوة الحياة، و%7 لا نؤمن بوجود الله أو روح خارقة أو قوة الحياة و%3 لم يصرح، وتعتبر %54 متدينين.